# Geoagiu
Geoagiu (în maghiară Algyógy, în germană Gergesdorf) este un oraș în județul Hunedoara, Transilvania, România, format din localitatea componentă Geoagiu (reședința), și din satele Aurel Vlaicu, Băcâia, Bozeș, Cigmău, Gelmar, Geoagiu-Băi, Homorod, Mermezeu-Văleni, Renghet și Văleni. Geoagiu are o populație de 5.049 locuitori.

## Date geografice
Localitatea se află la punctul de vărsare a râului Geoagiu în Mureș.

## Demografie
Componența etnică a orașului Geoagiu
     Români (75,62%)
     Romi (14,53%)
     Alte etnii (0,73%)
     Necunoscută (9,12%)
Componența confesională a orașului Geoagiu
     Ortodocși (77,65%)
     Greco-catolici (4,5%)
     Penticostali (3,54%)
     Creștini după evanghelie (1,87%)
     Alte religii (2,91%)
     Necunoscută (9,53%)
Conform recensământului efectuat în 2021, populația orașului Geoagiu se ridică la 5.087 de locuitori, în scădere față de recensământul anterior din 2011, când fuseseră înregistrați 5.294 de locuitori. Majoritatea locuitorilor sunt români (75,62%), cu o minoritate de romi (14,53%), iar pentru 9,12% nu se cunoaște apartenența etnică. Din punct de vedere confesional, majoritatea locuitorilor sunt ortodocși (77,65%), cu minorități de greco-catolici (4,5%), penticostali (3,54%) și creștini după evanghelie (1,87%), iar pentru 9,53% nu se cunoaște apartenența confesională.

## Politică și administrație
Orașul Geoagiu este administrat de un primar și un consiliu local compus din 15 consilieri. Primarul, Ovidiu Vlad[*], de la Partidul Național Liberal, este în funcție din 1 noiembrie 2024. Începând cu alegerile locale din 2024, consiliul local are următoarea componență pe partide politice:
|  | Partid                          | Consilieri | Componența Consiliului | Componența Consiliului | Componența Consiliului | Componența Consiliului | Componența Consiliului | Componența Consiliului | Componența Consiliului | Componența Consiliului |
|  | ------------------------------- | ---------- | ---------------------- | ---------------------- | ---------------------- | ---------------------- | ---------------------- | ---------------------- | ---------------------- | ---------------------- |
|  | Partidul Național Liberal       | 8          |                        |                        |                        |                        |                        |                        |                        |                        |
|  | Partidul Social Democrat        | 6          |                        |                        |                        |                        |                        |                        |                        |                        |
|  | Alianța pentru Unirea Românilor | 1          |                        |                        |                        |                        |                        |                        |                        |                        |

## Monumente
- Capela romanică din Geoagiu, secolul al XI-lea
- Biserica „Sfântul Nicolae”, 1528
- Biserica reformată din Geoagiu, cu ferestre gotice din secolele XV-XVI.
- Drumul Roman (sec. II, III) la NV de orașul Geoagiu

## Istoric
Pe teritoriul actualei așezări s-a aflat localitatea daco-romană Germisara , denumită mai apoi "Thermae Dodonae".
Localitatea Geoagiu este atestată documentar din anul 1291, când a fost menționată sub numele de "Villa Gyog" într-un document care enumeră hotarele comunei Binținți.
Orașul are în componență și stațiunea balneoclimaterică Geoagiu-Băi.

## Personalități
- Ioan Budai-Deleanu (1760 - 1820), scriitor, filolog, corifeu al Școlii Ardelene;
- Kocsárd Kún (1803 - 1895), pedagog și om de cultură, director al Liceului Reformat din Orăștie;
- Aurel Vlaicu (1882 - 1913), inginer, inventator și pionier al aviației;
- György Puskás (1911 - 2004), medic, profesor universitar.

## Imagini

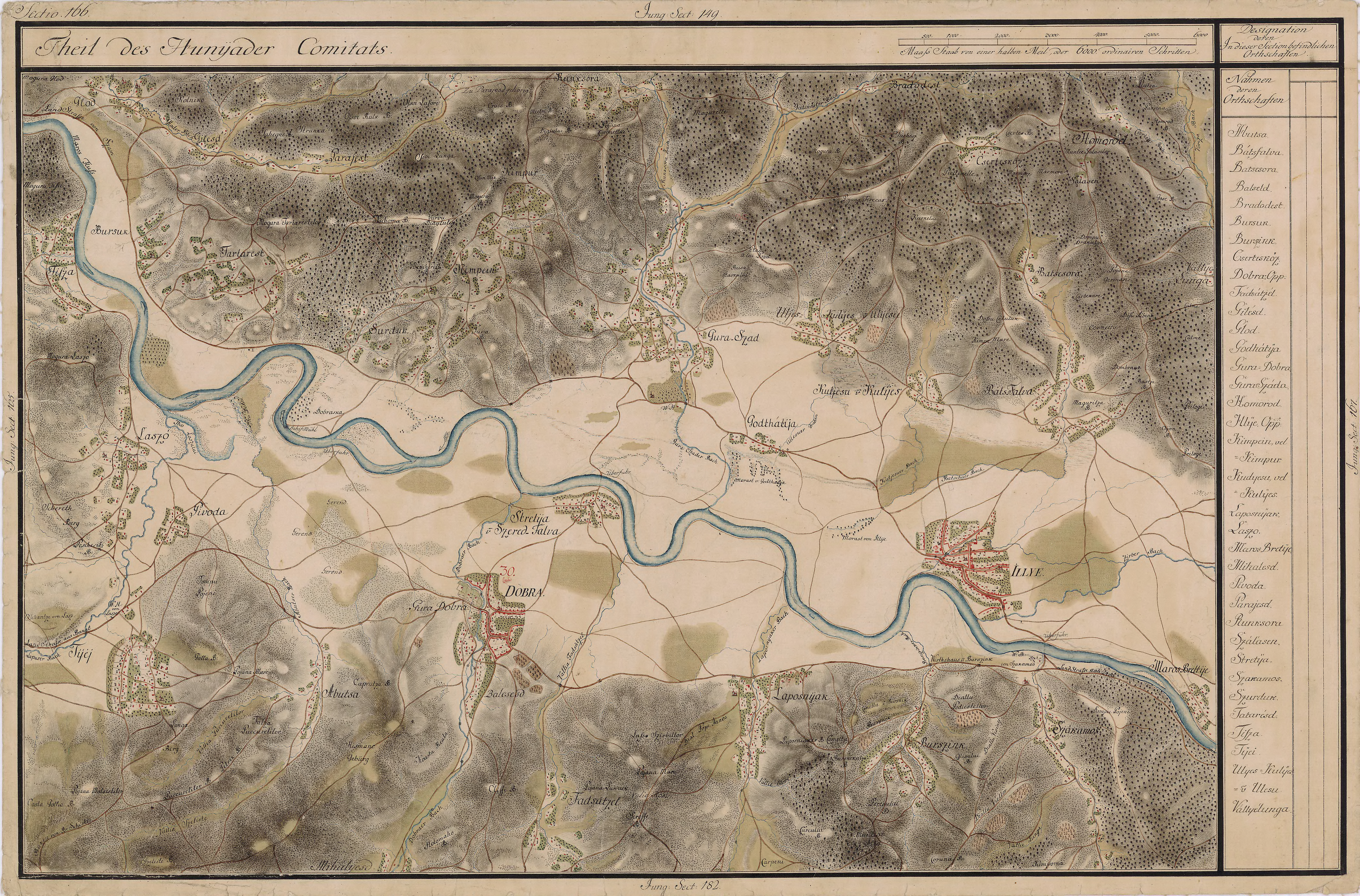
Geoagiu în Harta Iosefină a Transilvaniei, 1769-1773
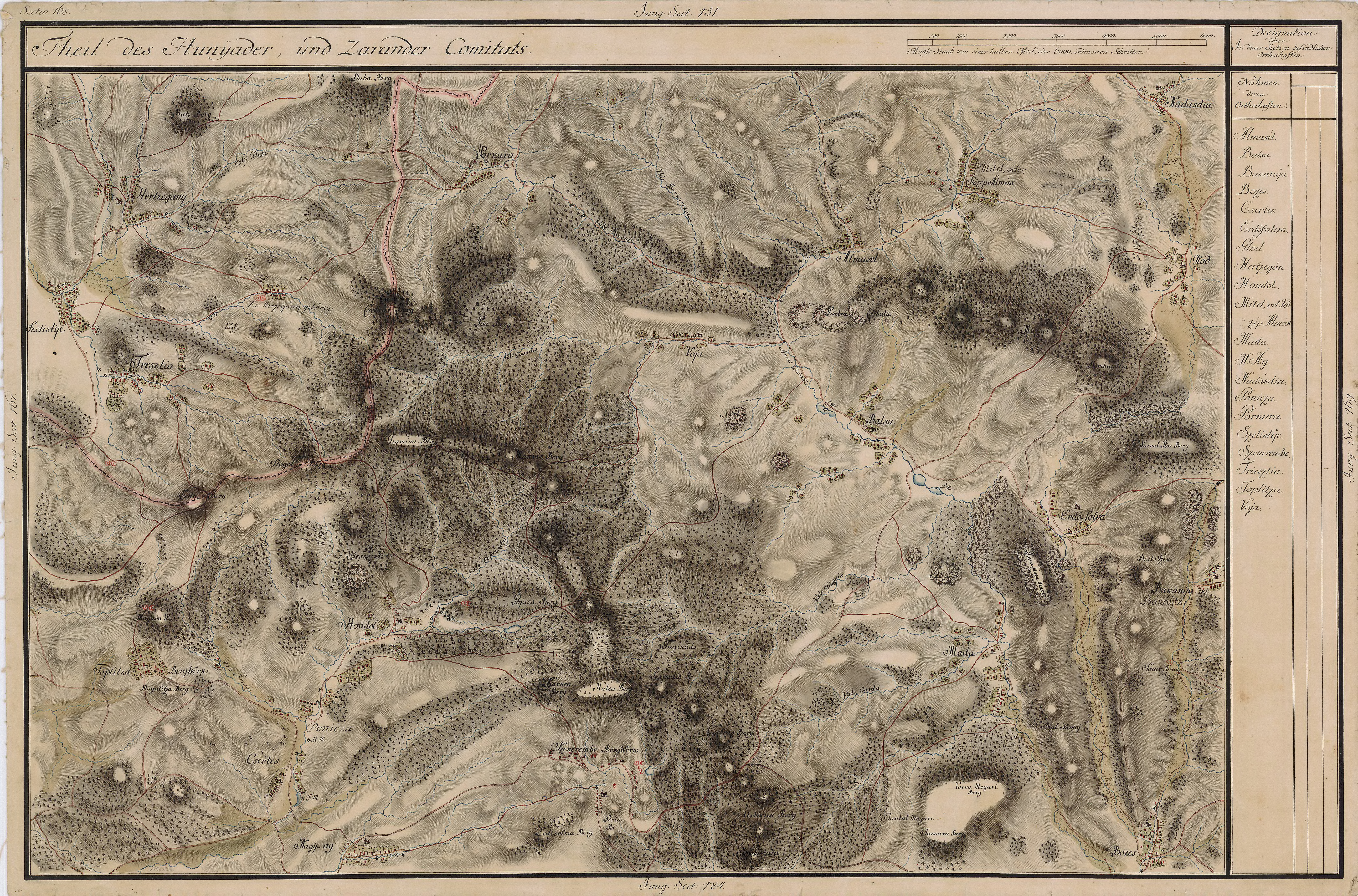
Geoagiu în Harta Iosefină a Transilvaniei, 1769-1773
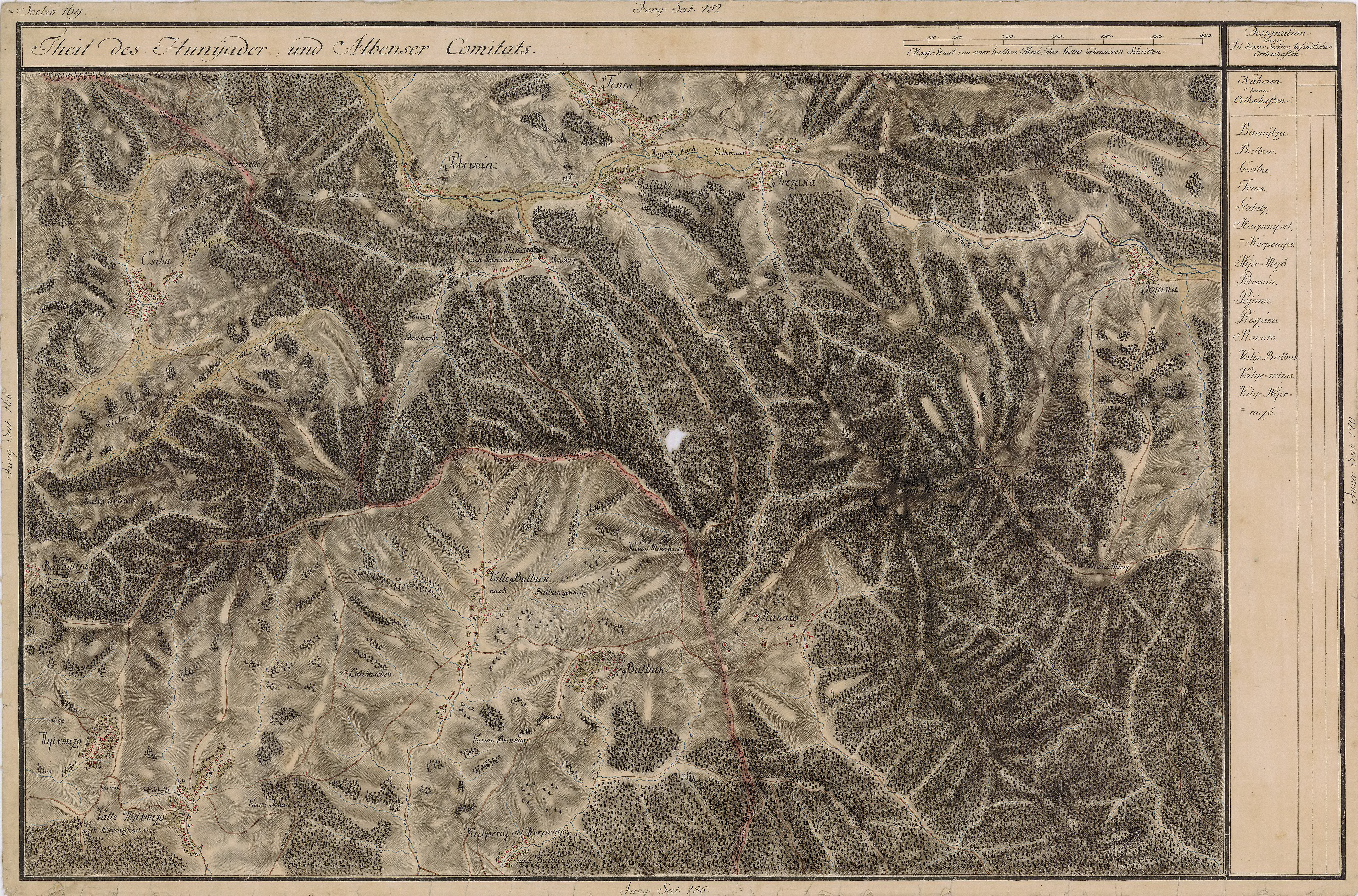
Geoagiu în Harta Iosefină a Transilvaniei, 1769-1773
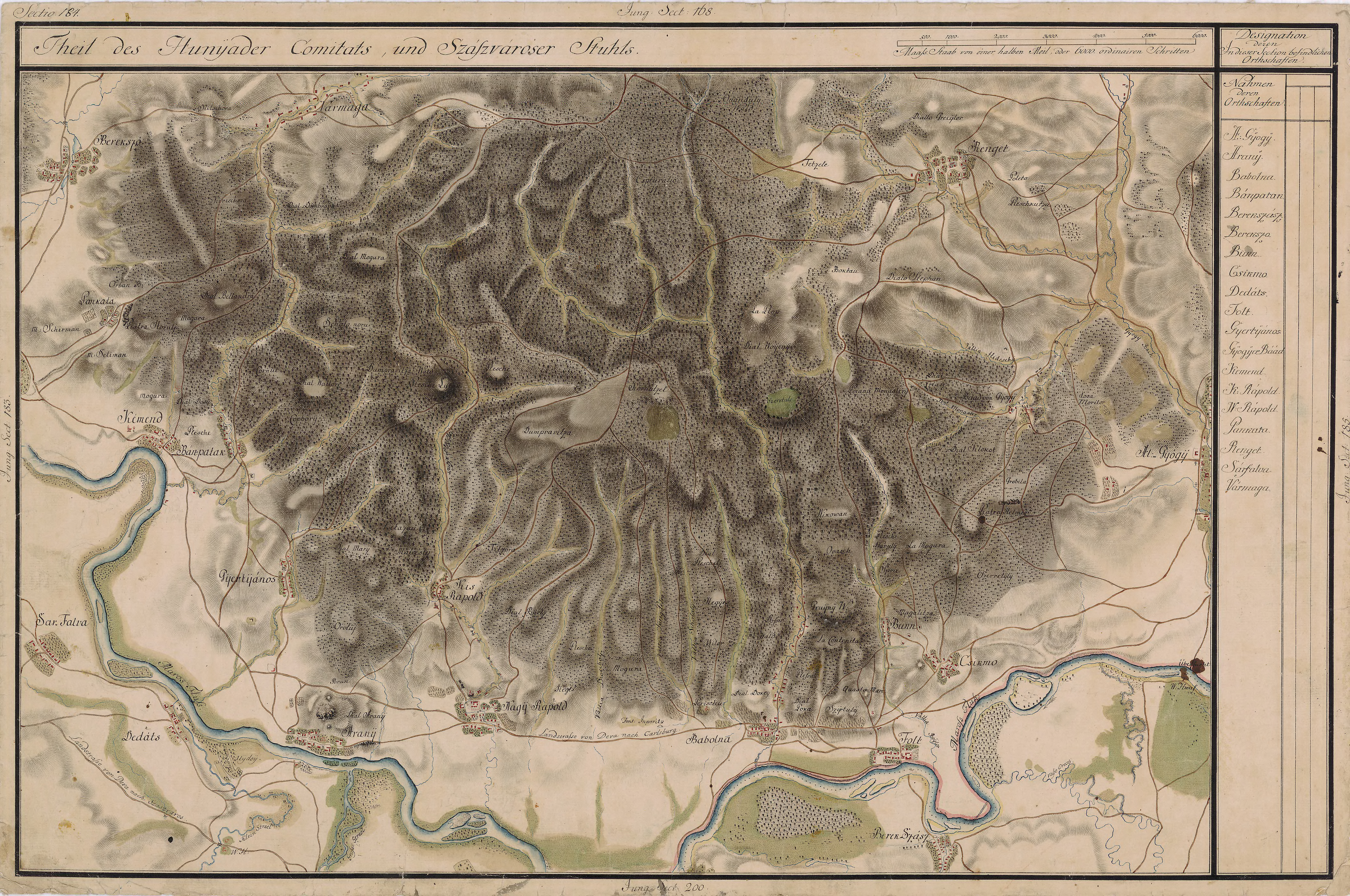
Geoagiu în Harta Iosefină a Transilvaniei, 1769-1773
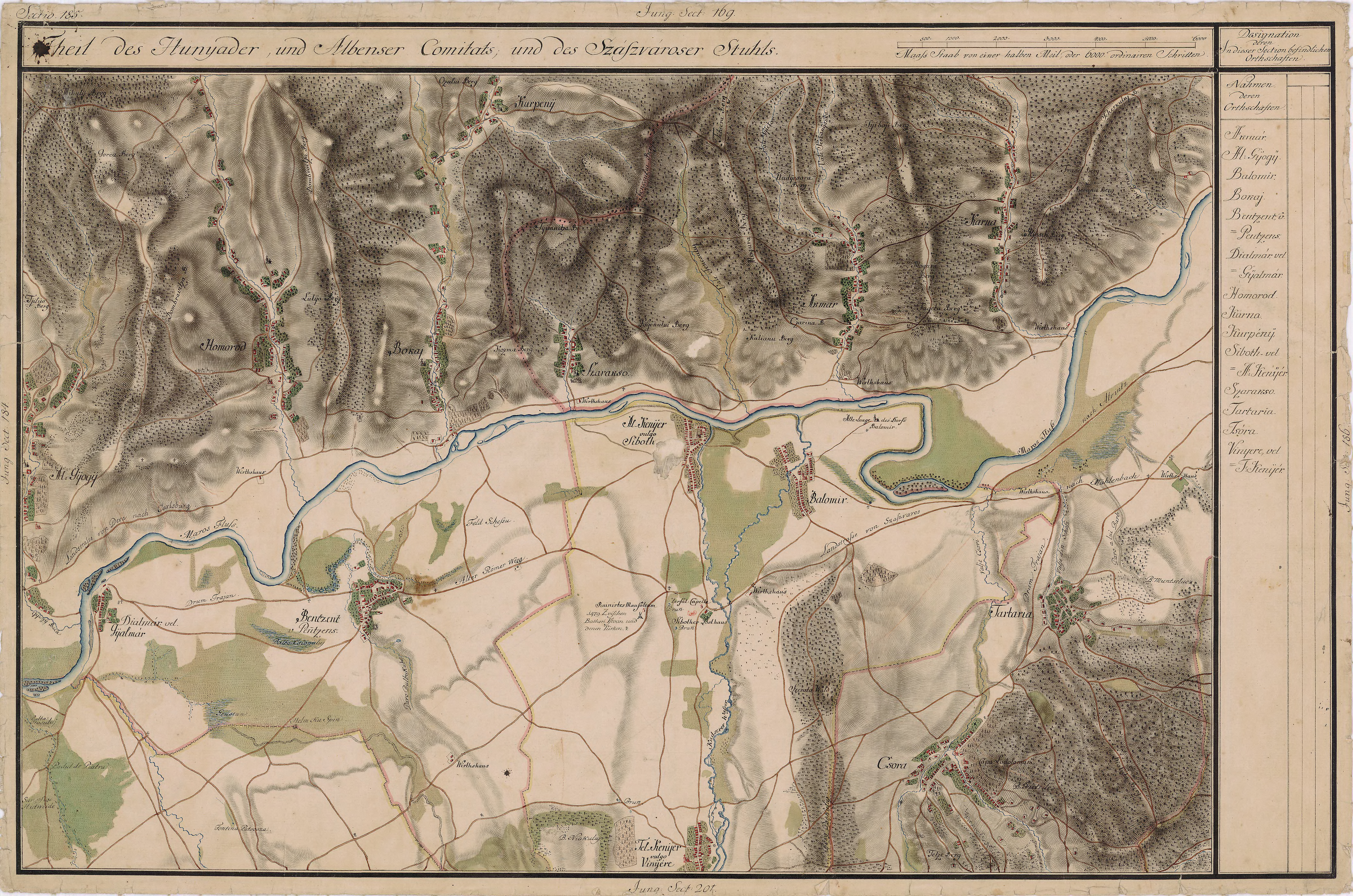
Geoagiu în Harta Iosefină a Transilvaniei, 1769-1773
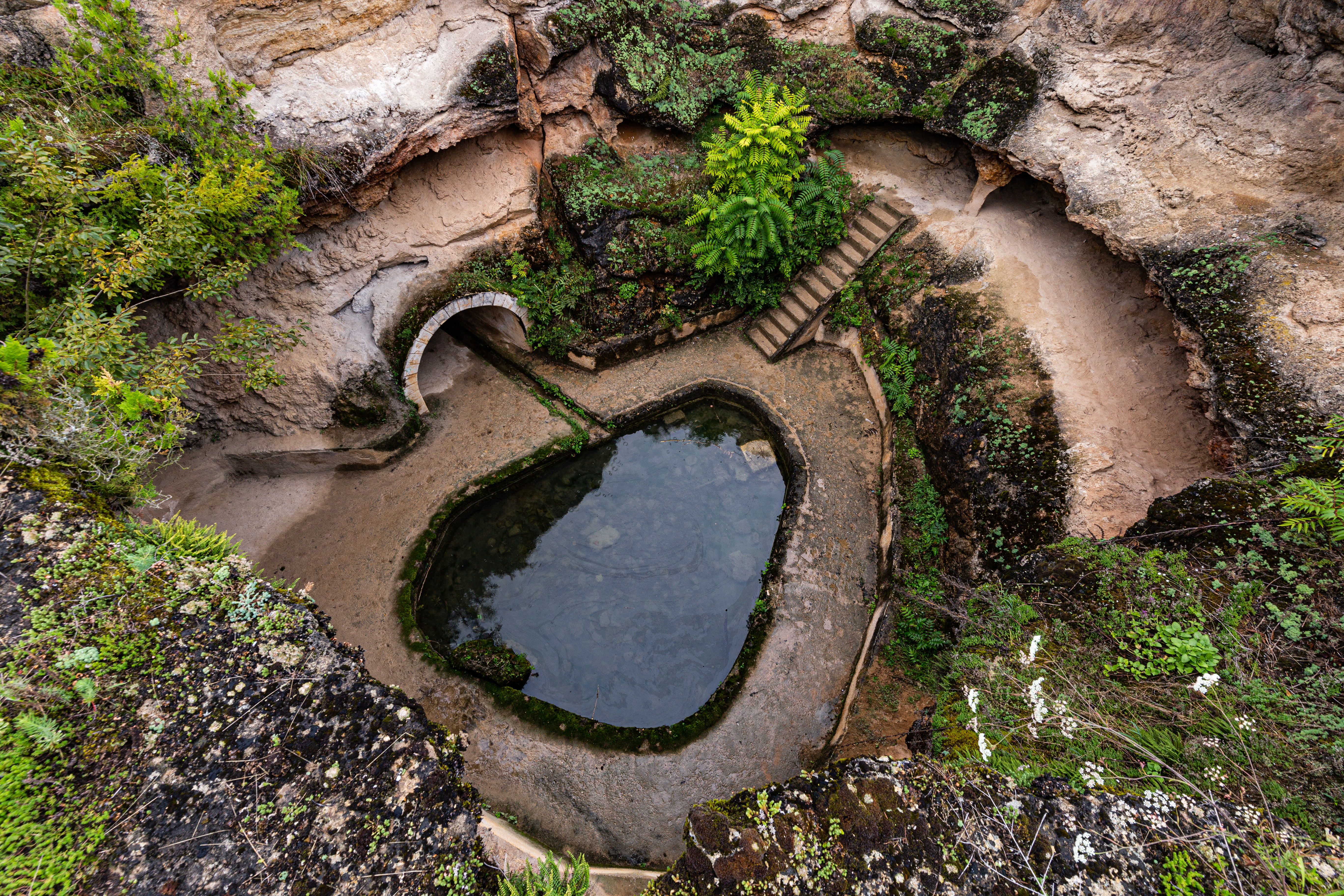
Complexul de băi termale (monument istoric)
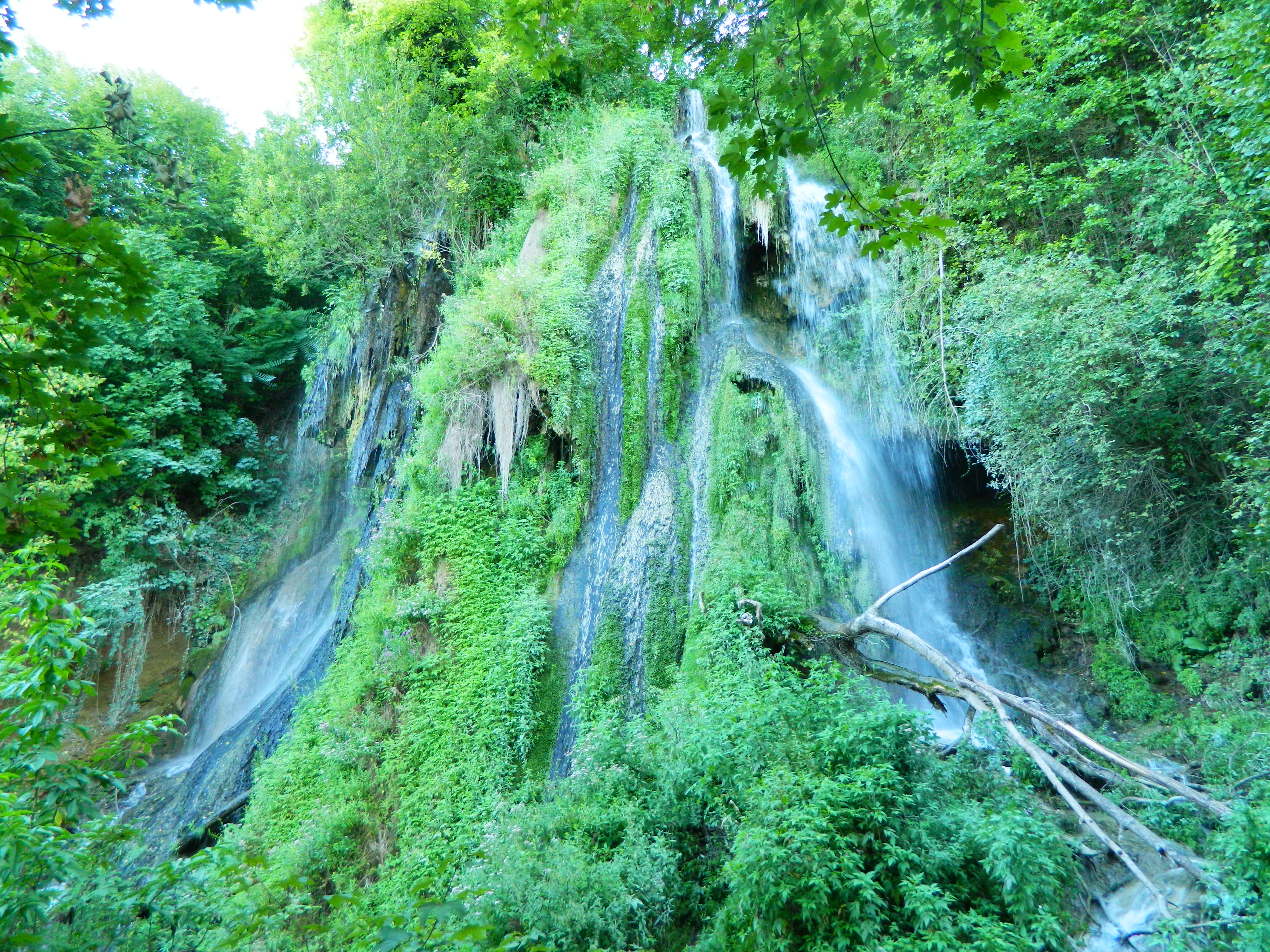
Cascada Geoagiu
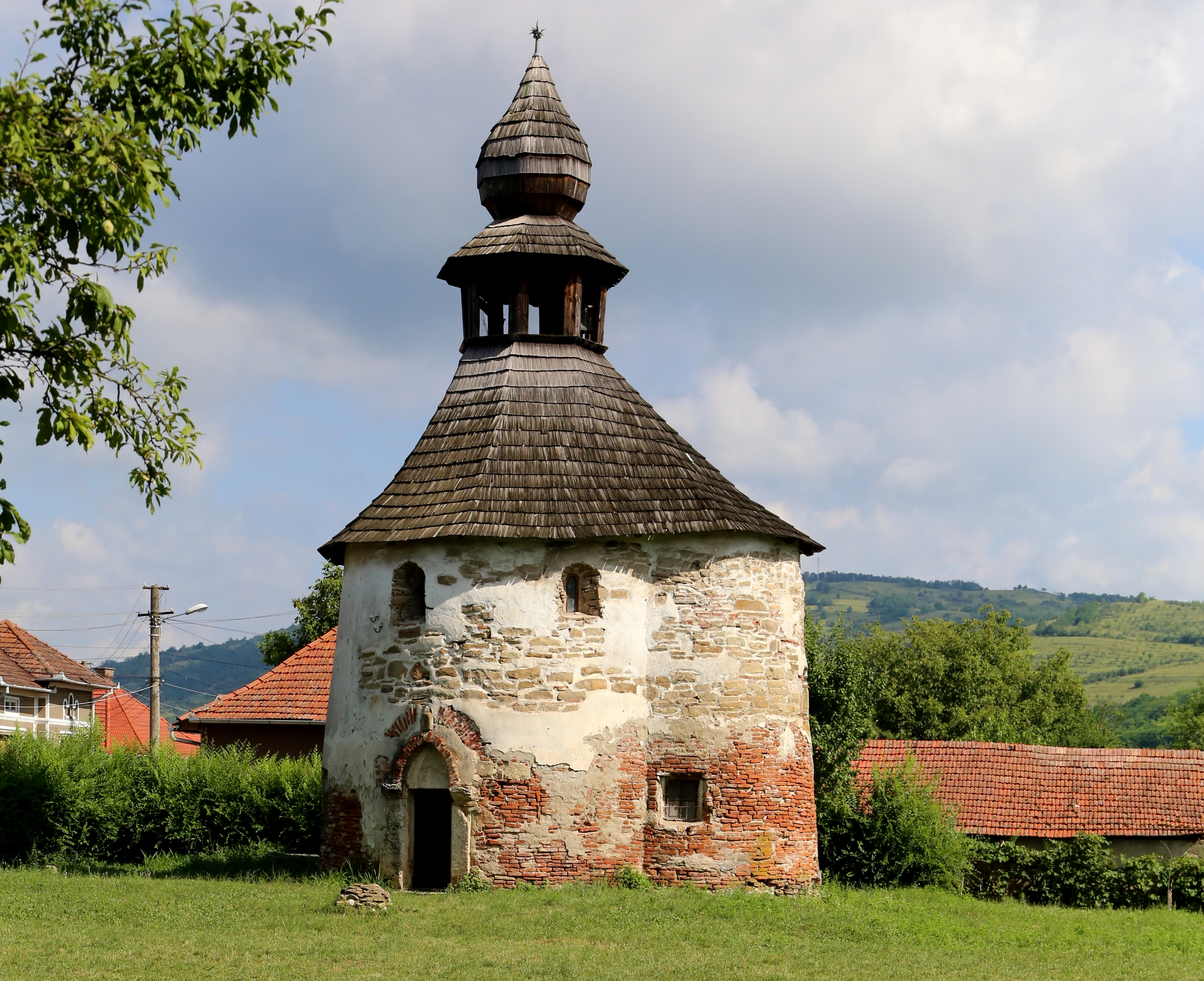
Capela romanică din Geoagiu (monument istoric)
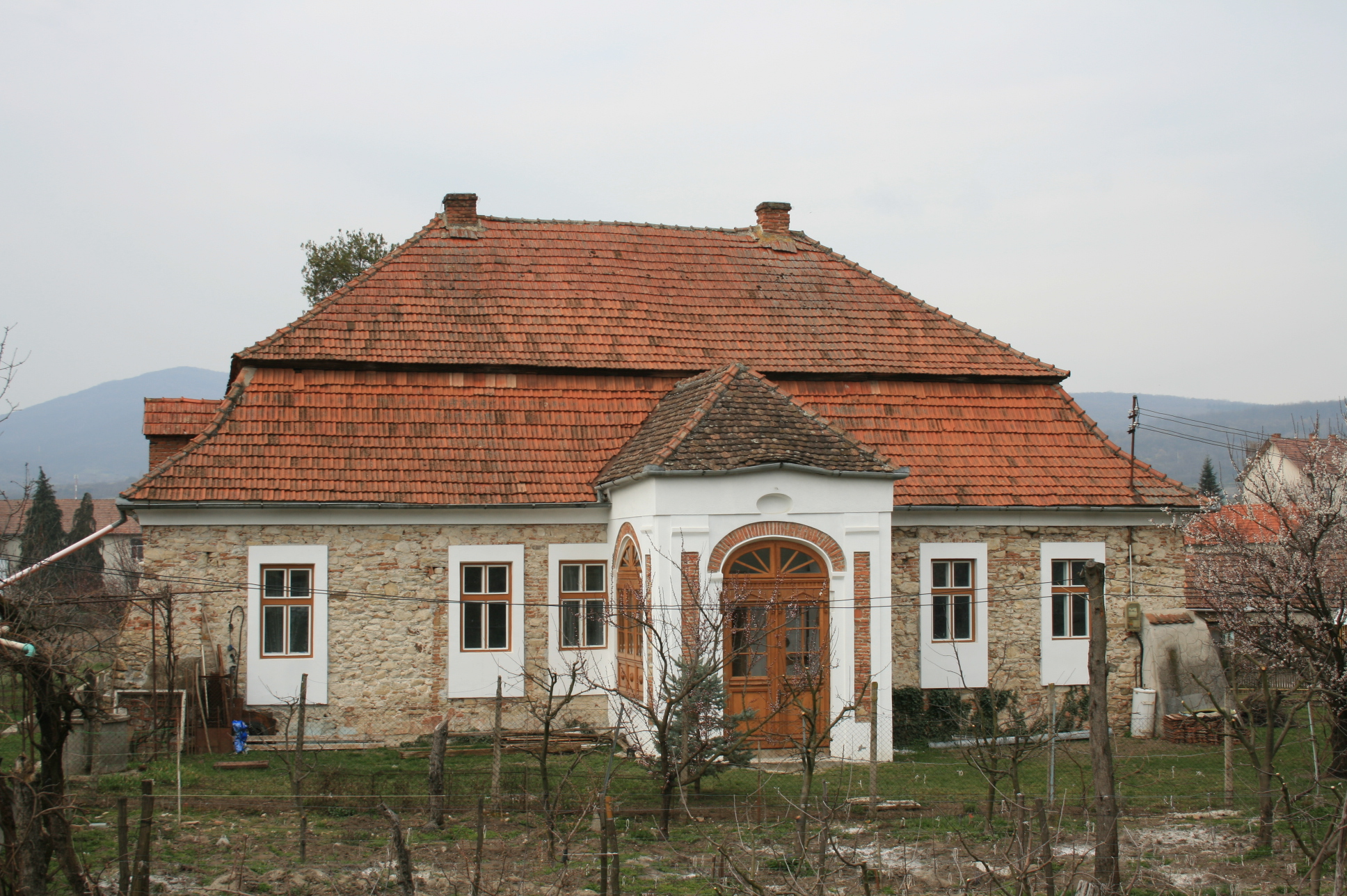
Conac, secolul XVIII
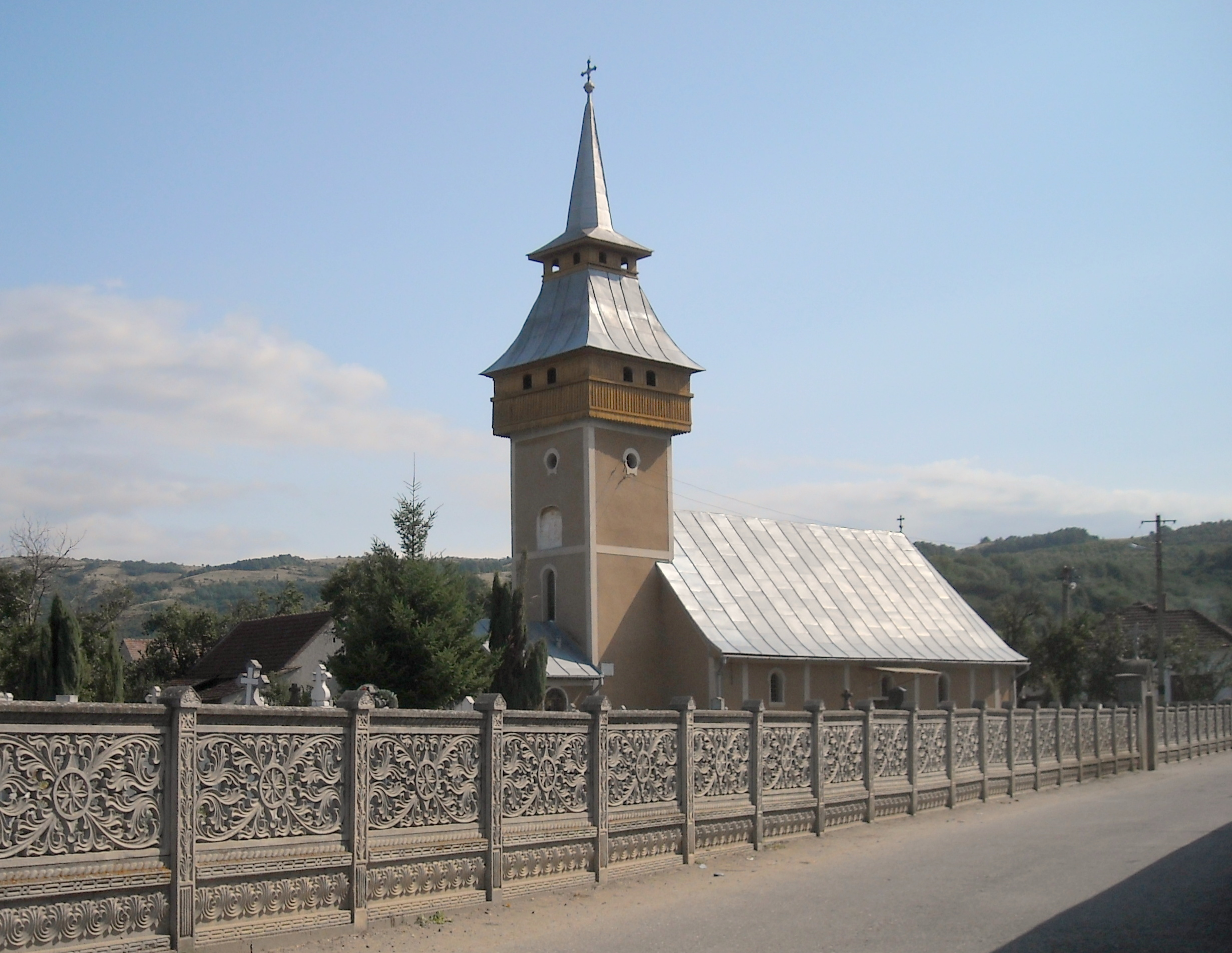
Biserica „Sfântul Nicolae” din Geoagiu  (monument istoric)
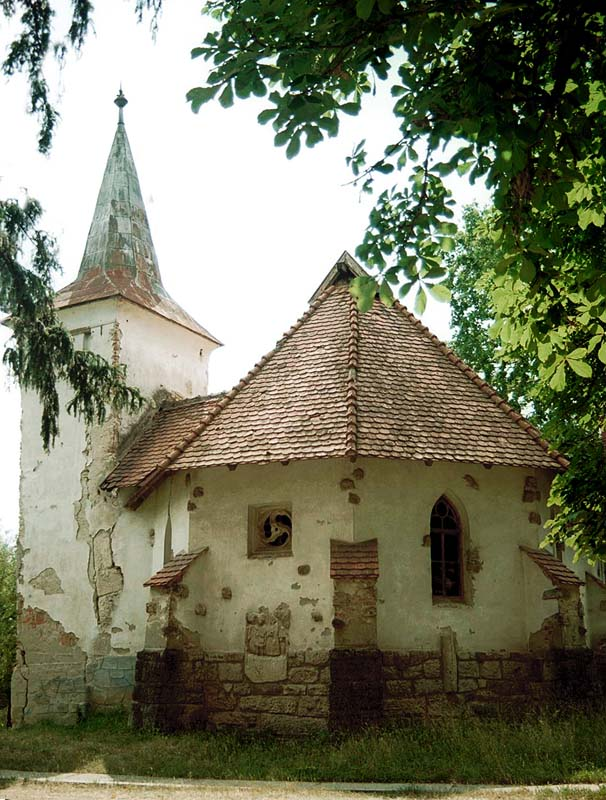
Biserica reformată
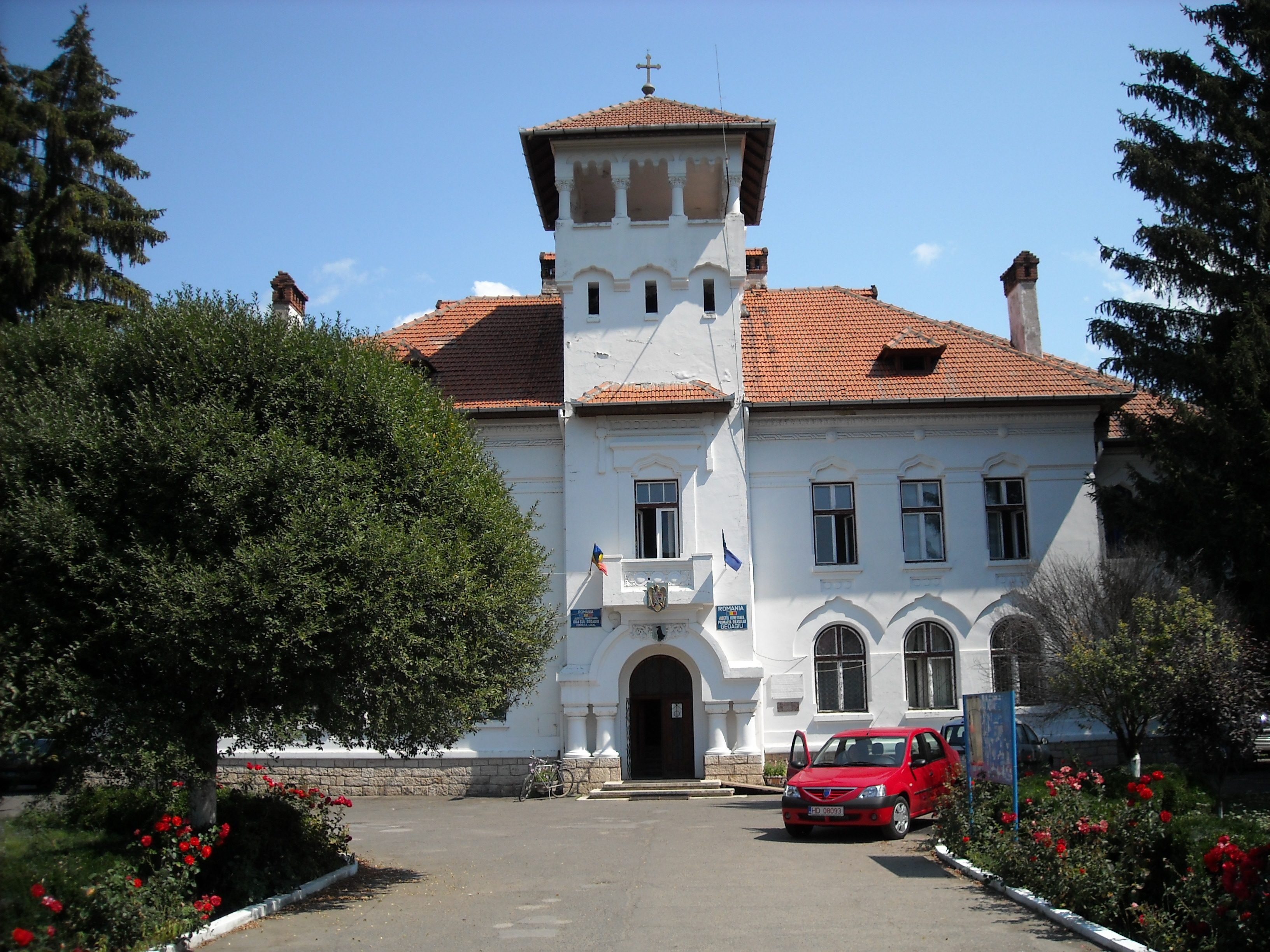
Liceul agricol
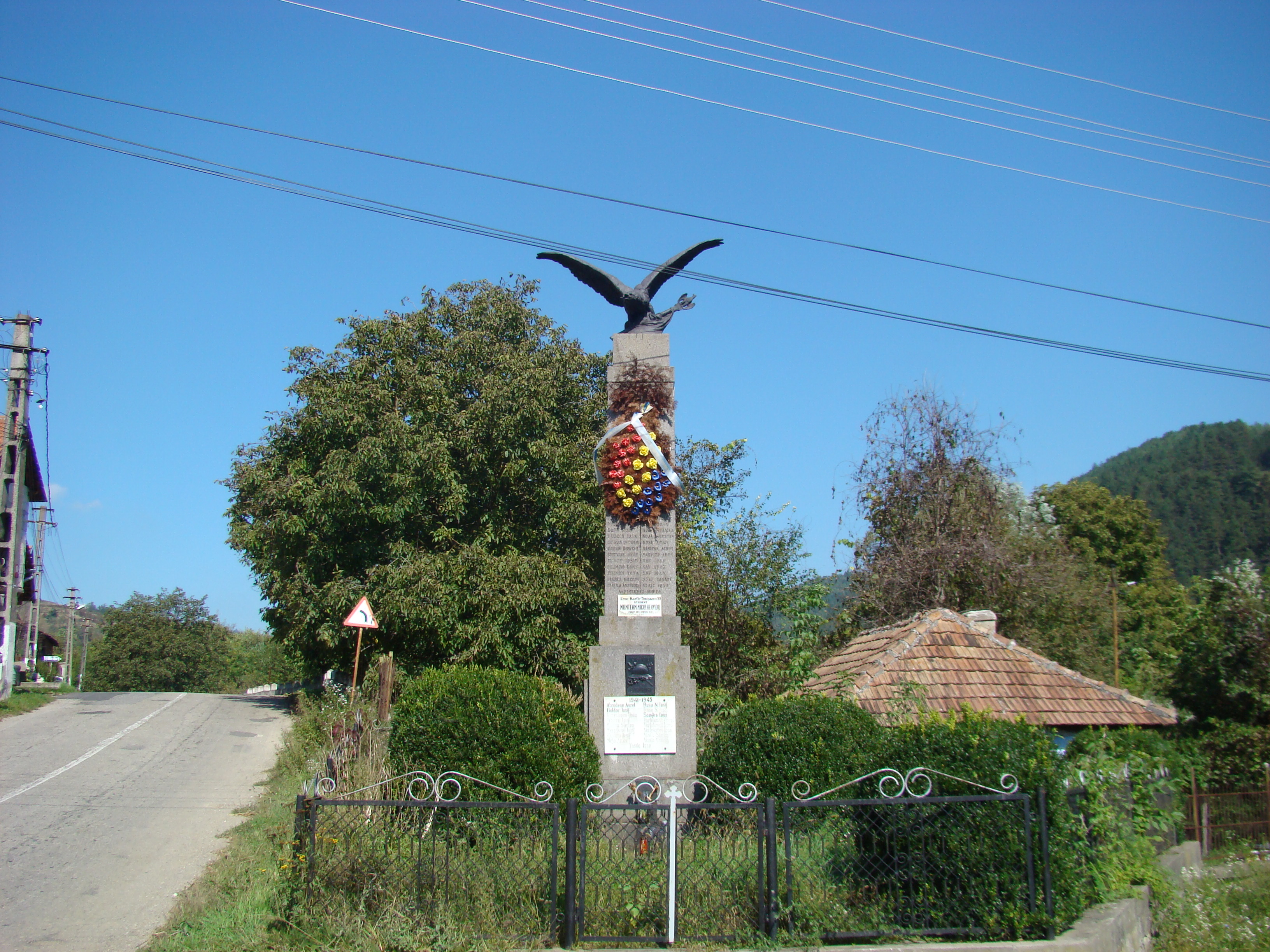
Monumentul eroilor din satul Bozeș
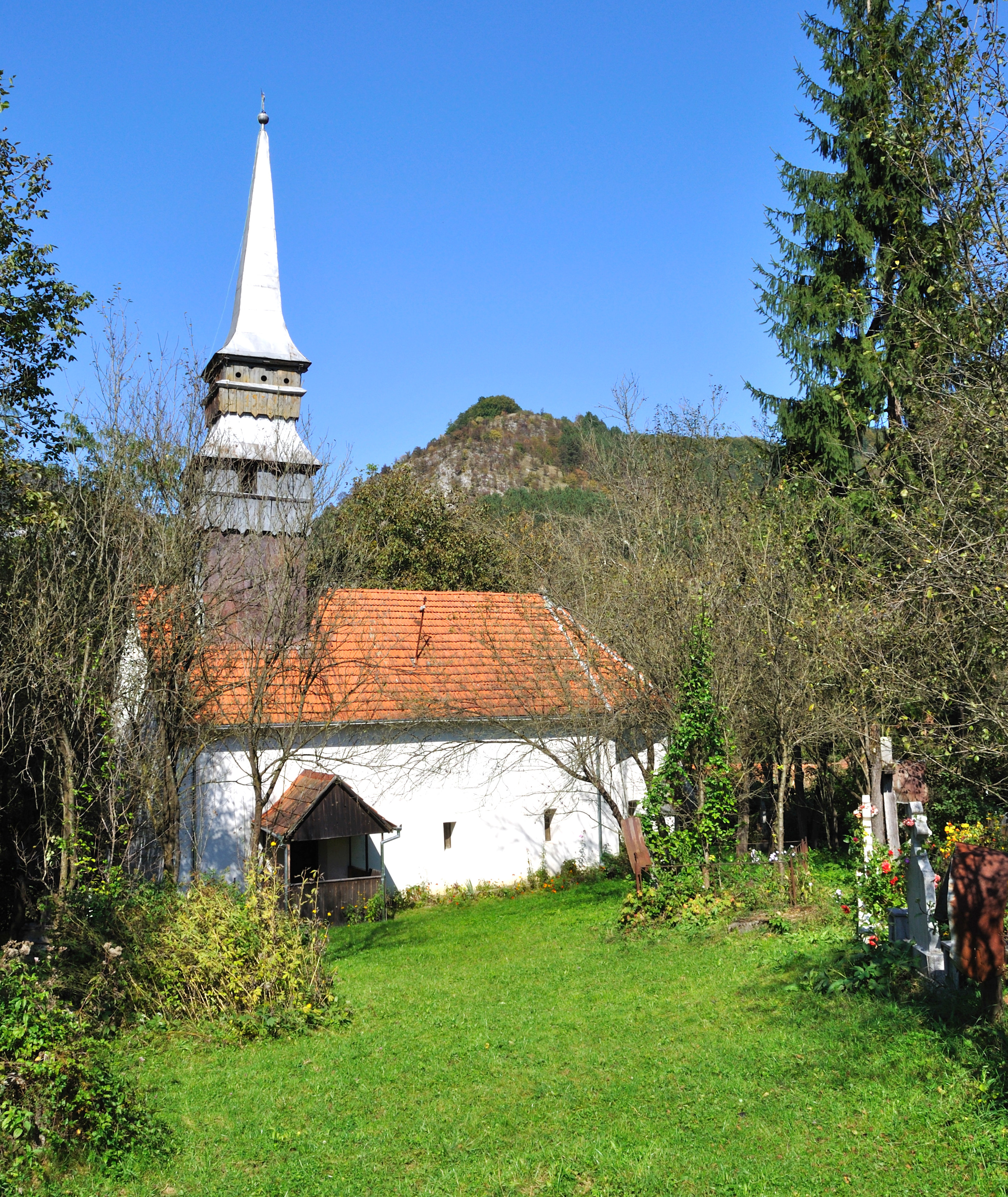
Biserica Sfinții Arhangheli din Băcâia (monument istoric)
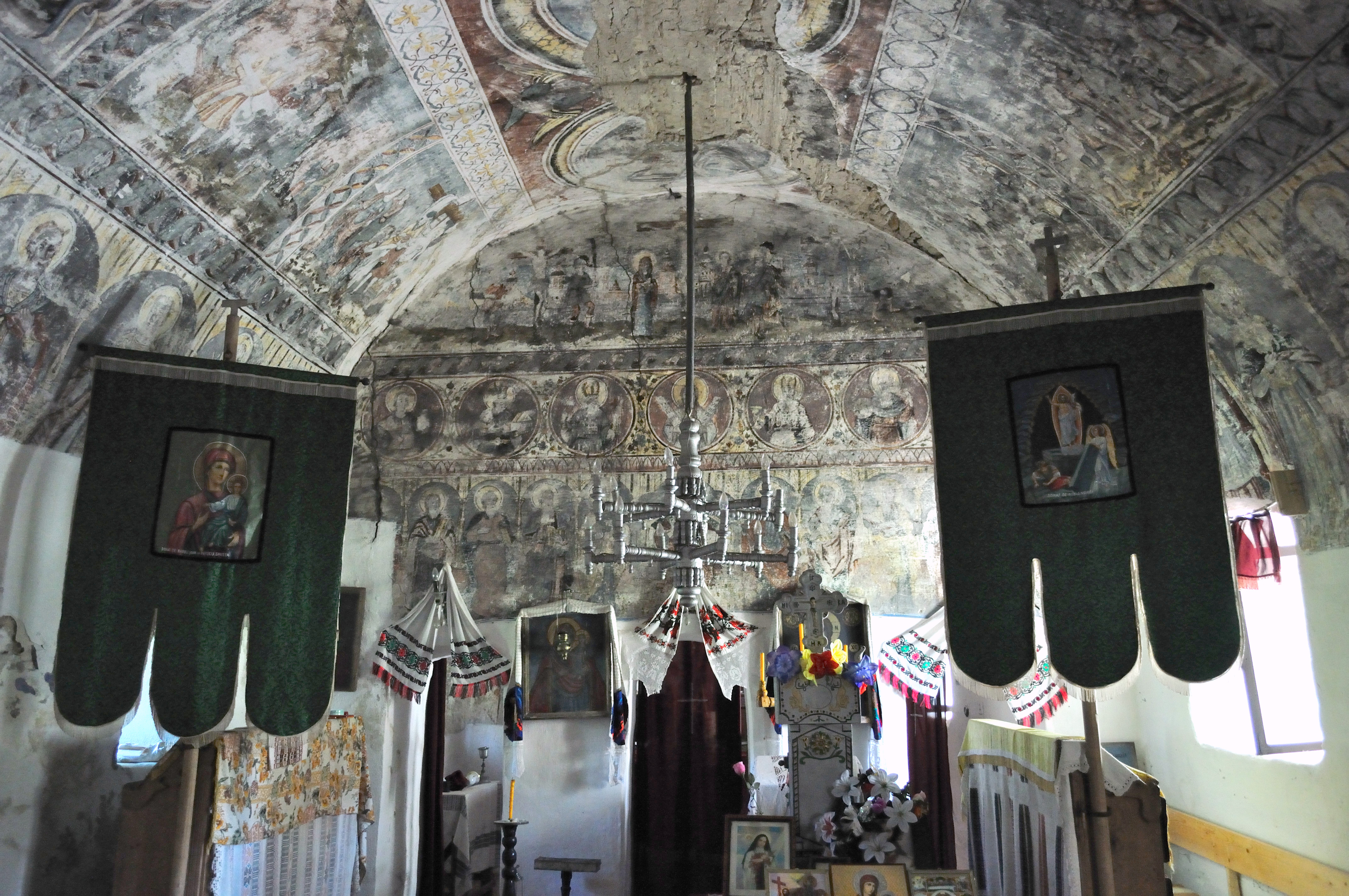
Biserica Sfinții Arhangheli din Băcâia (monument istoric)
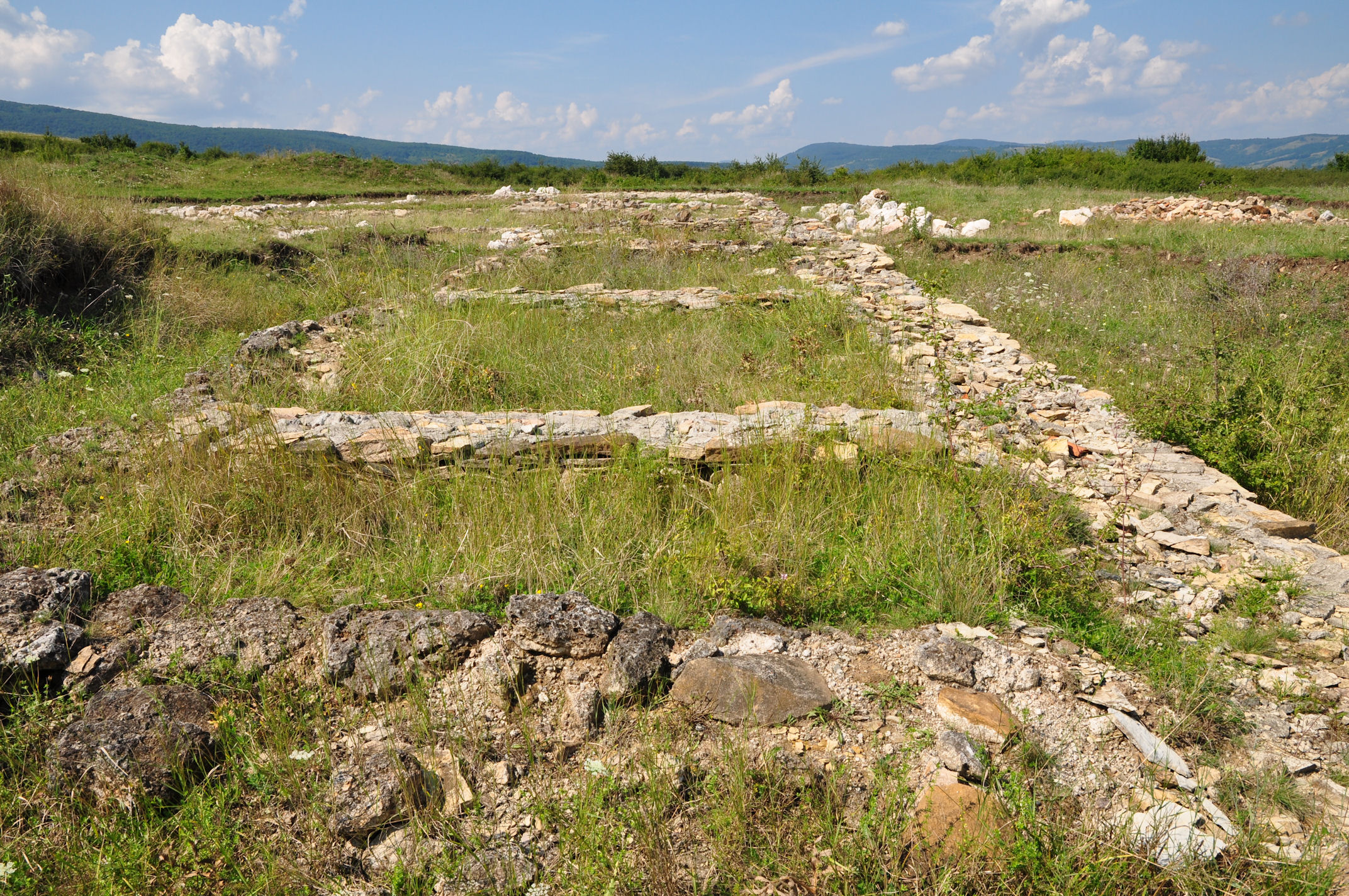
Castrul roman de la Cigmău (monument istoric)
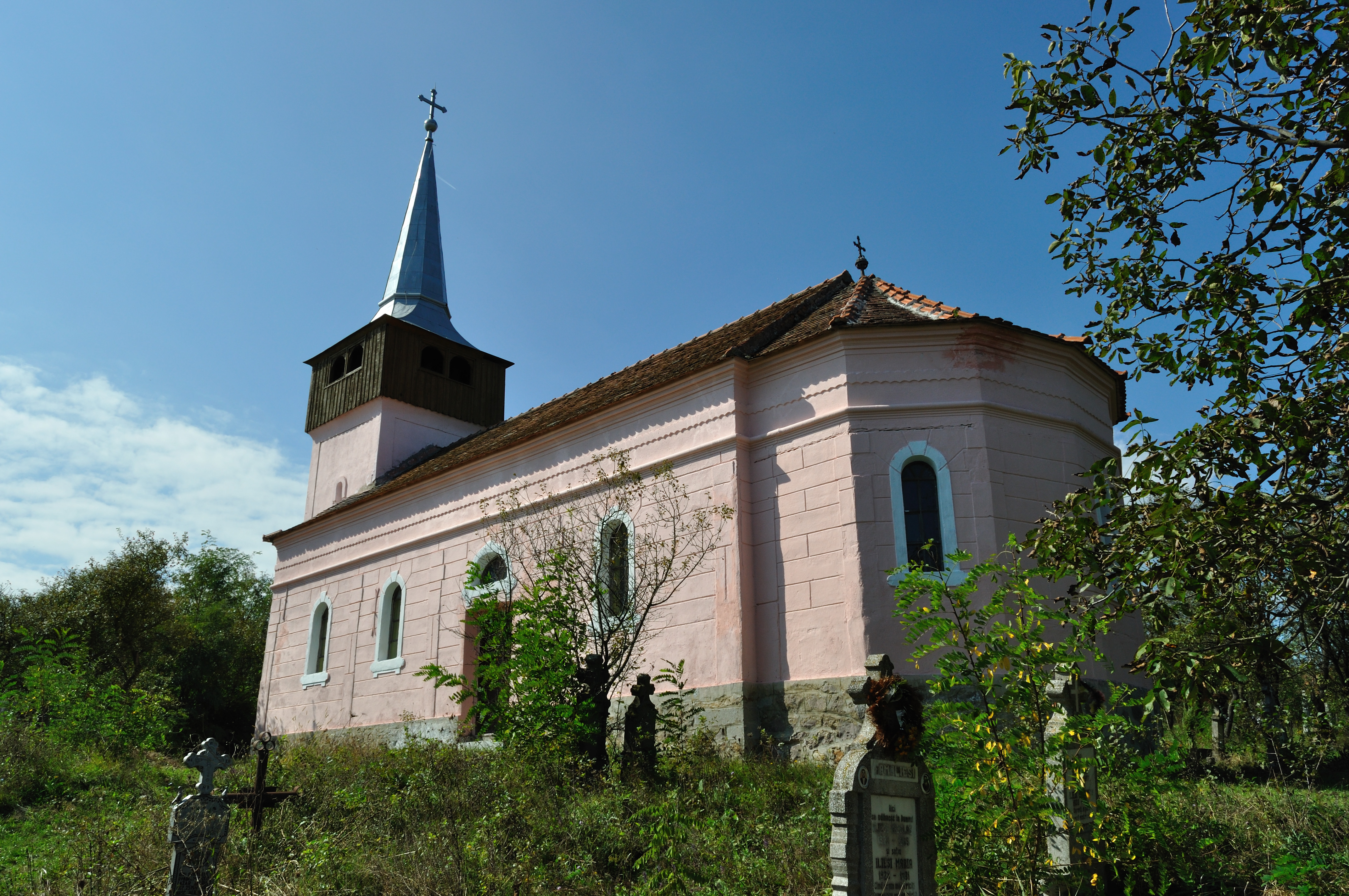
Biserica Adormirea Maicii Domnului din Cigmău (1843)
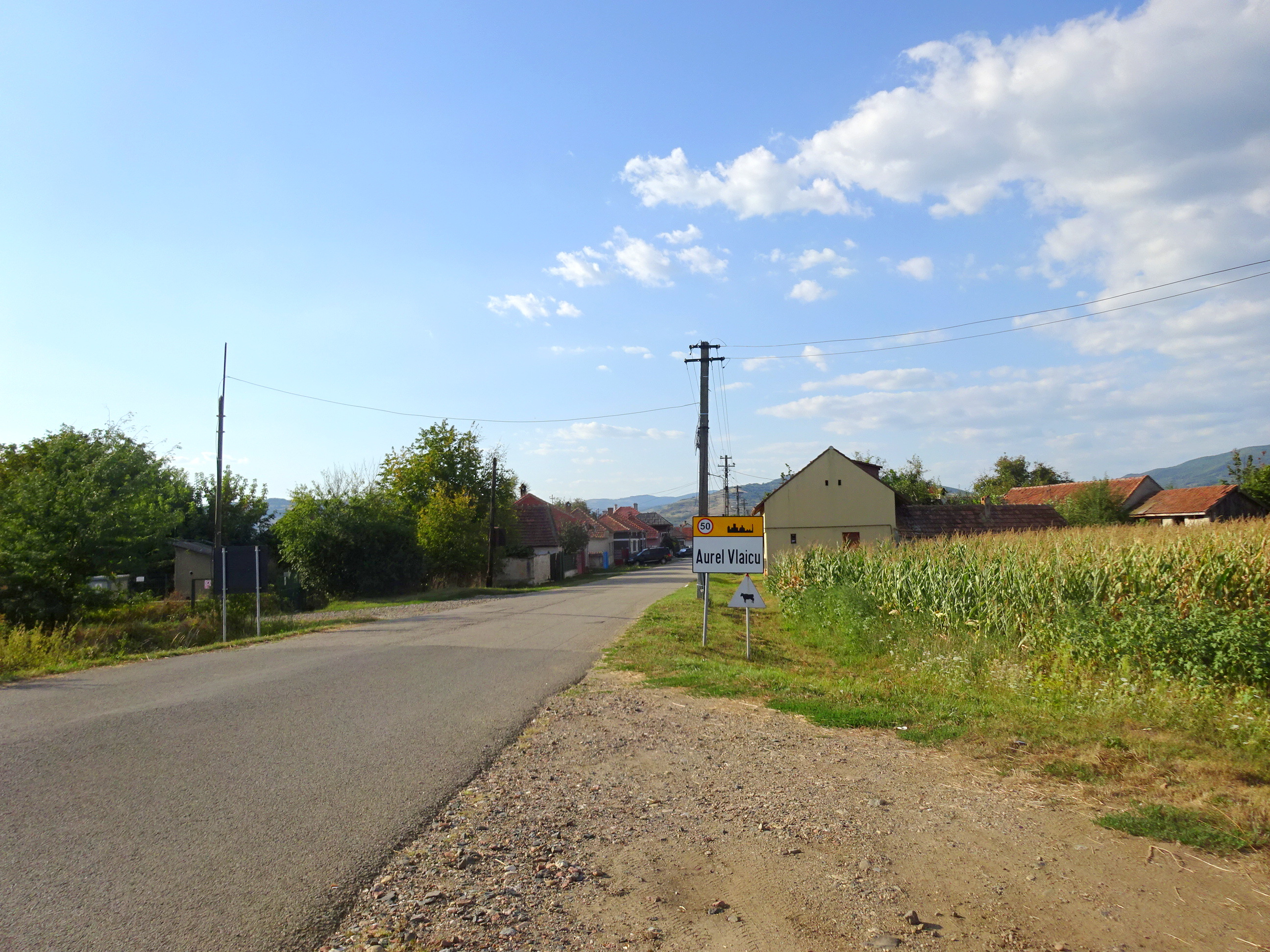
Aurel Vlaicu
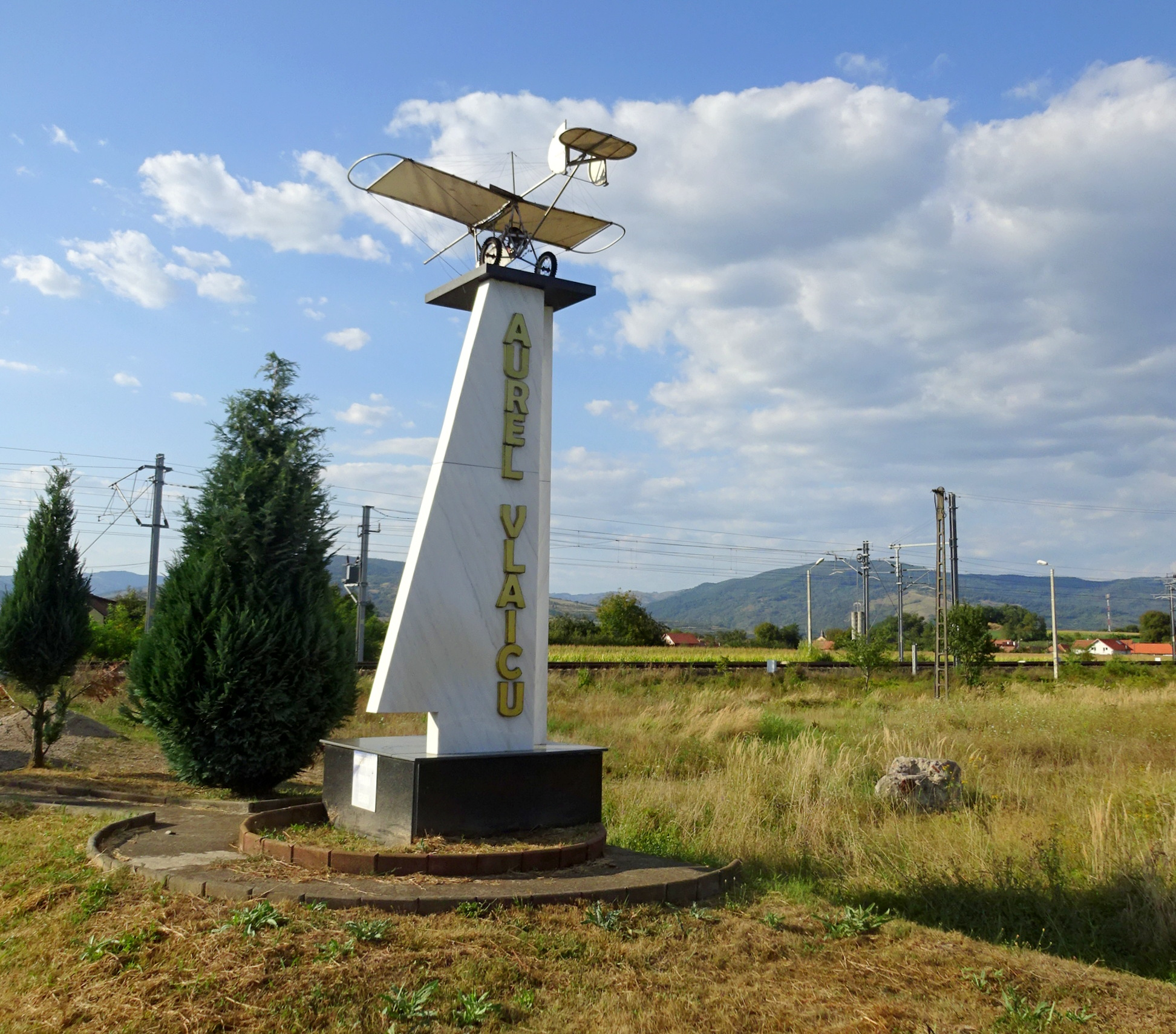
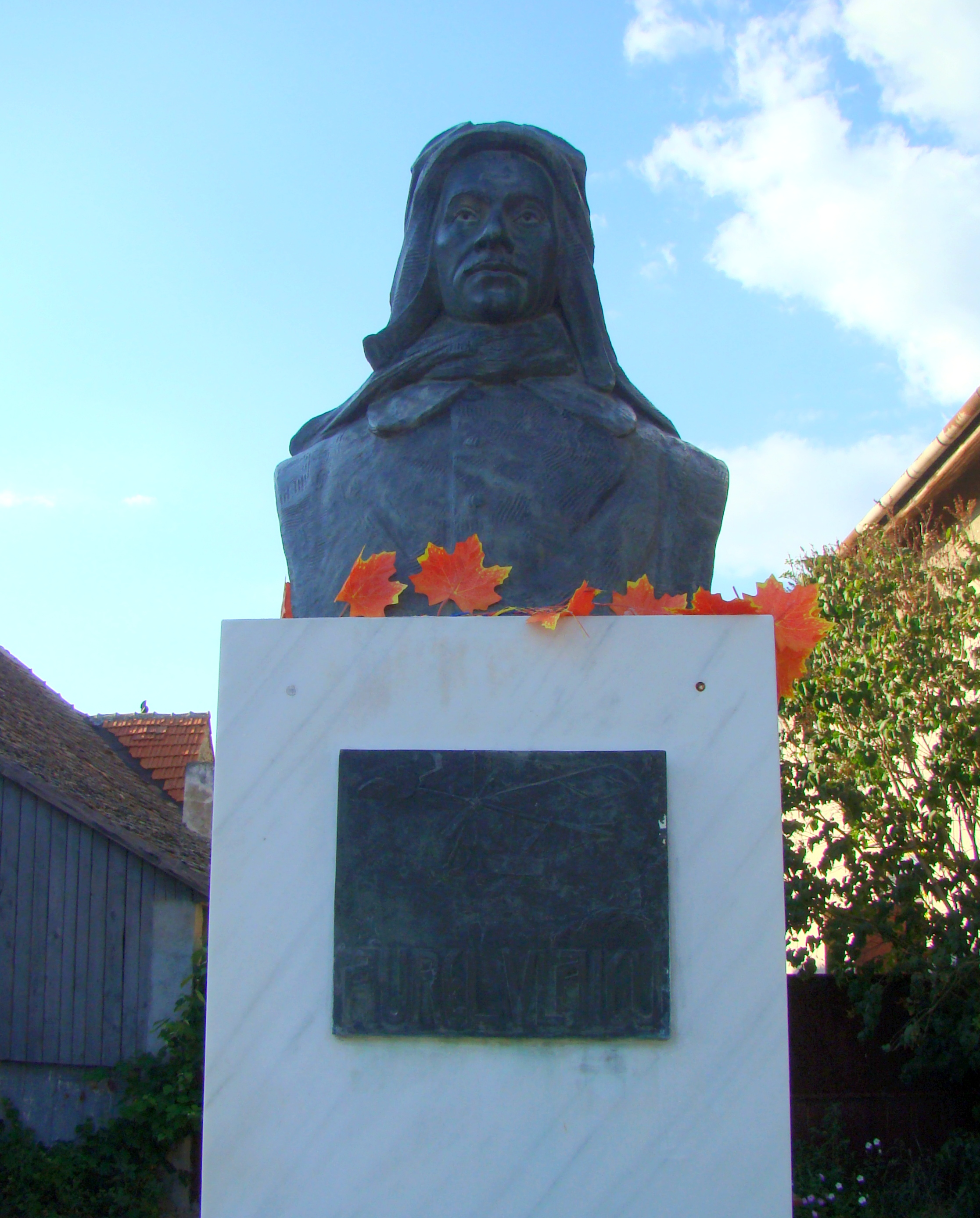
Monumentul lui Aurel Vlaicu (monument istoric)
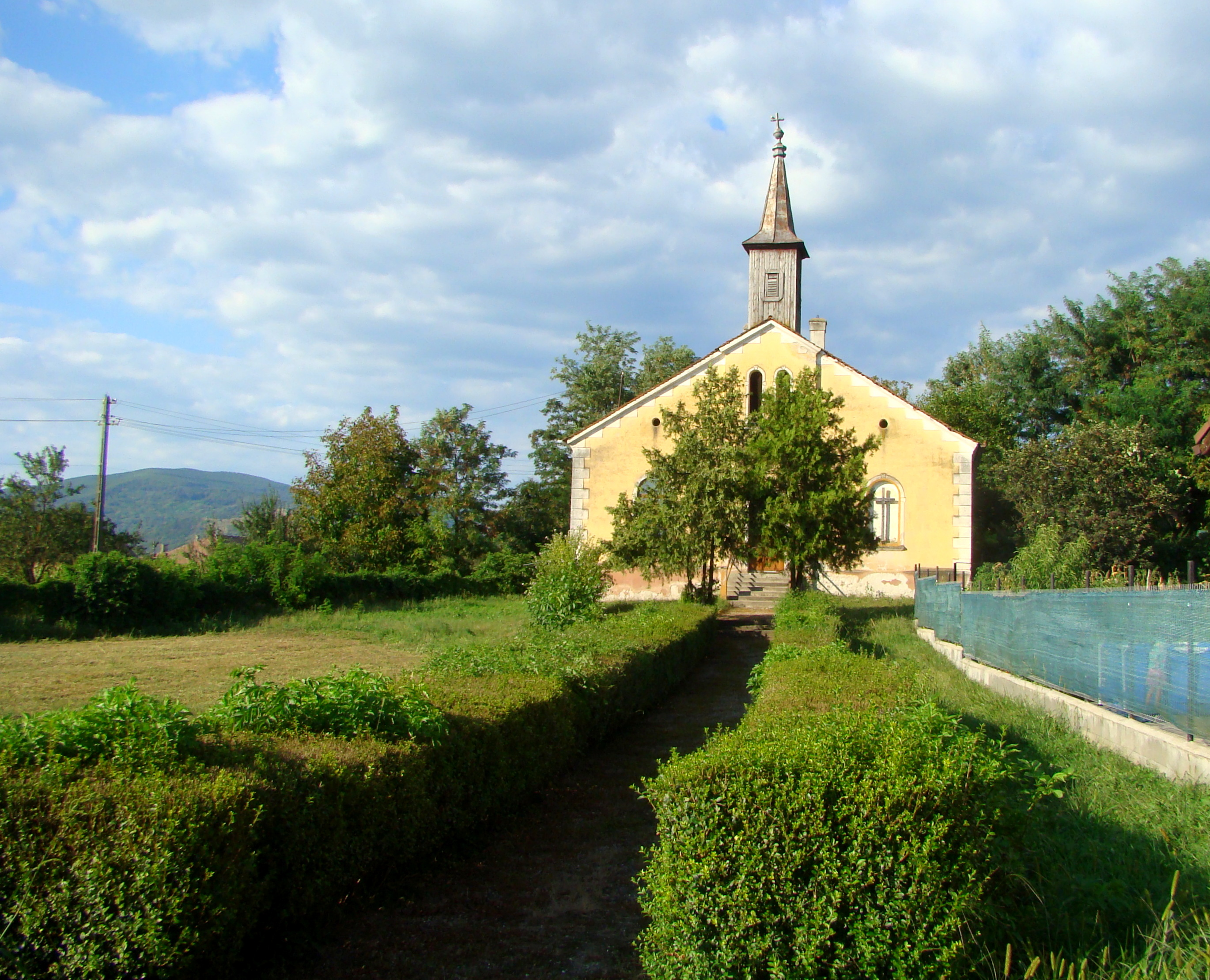
Biserica luterană din Aurel Vlaicu (1890)
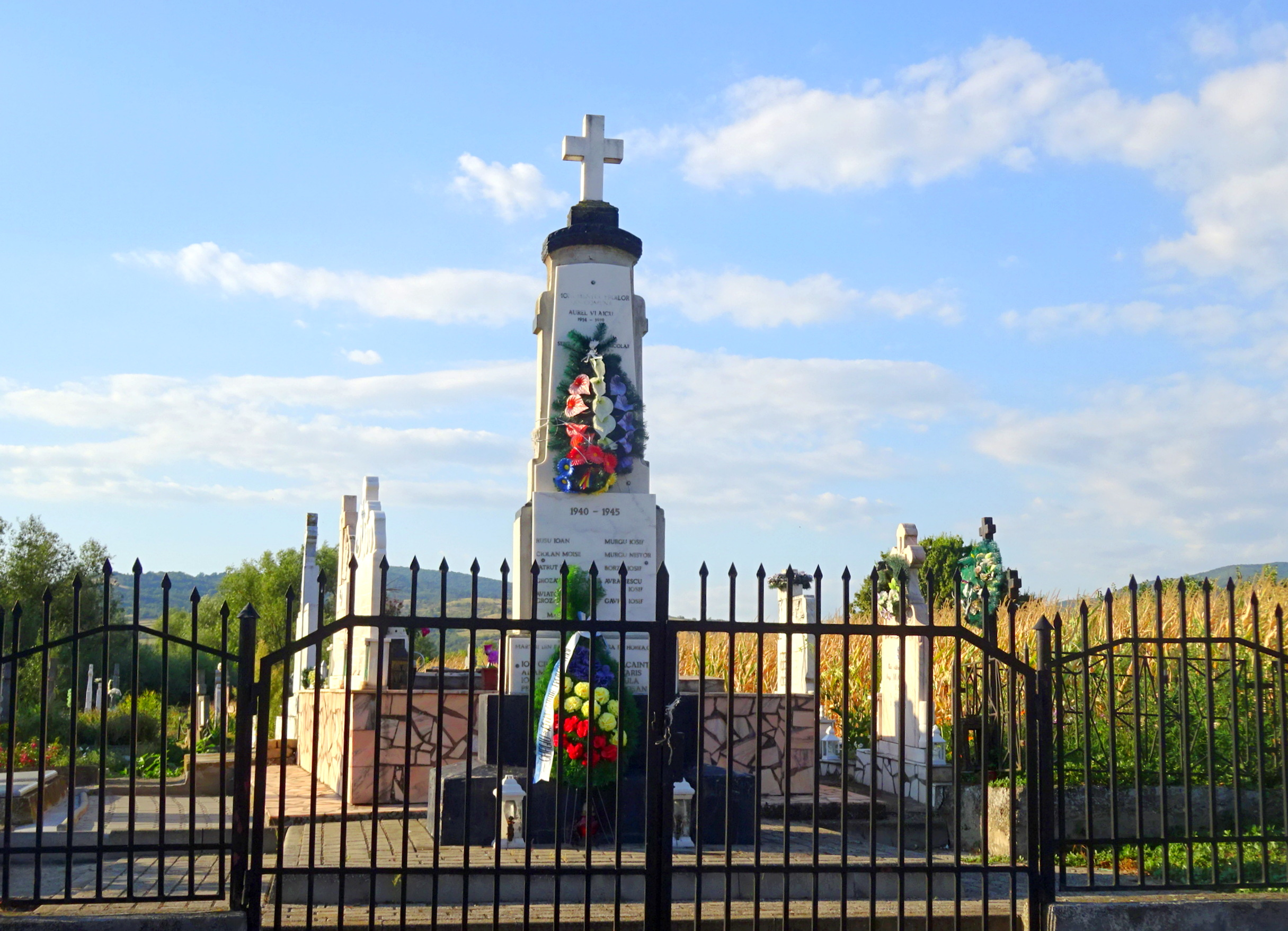
Monumentul eroilor din Aurel Vlaicu
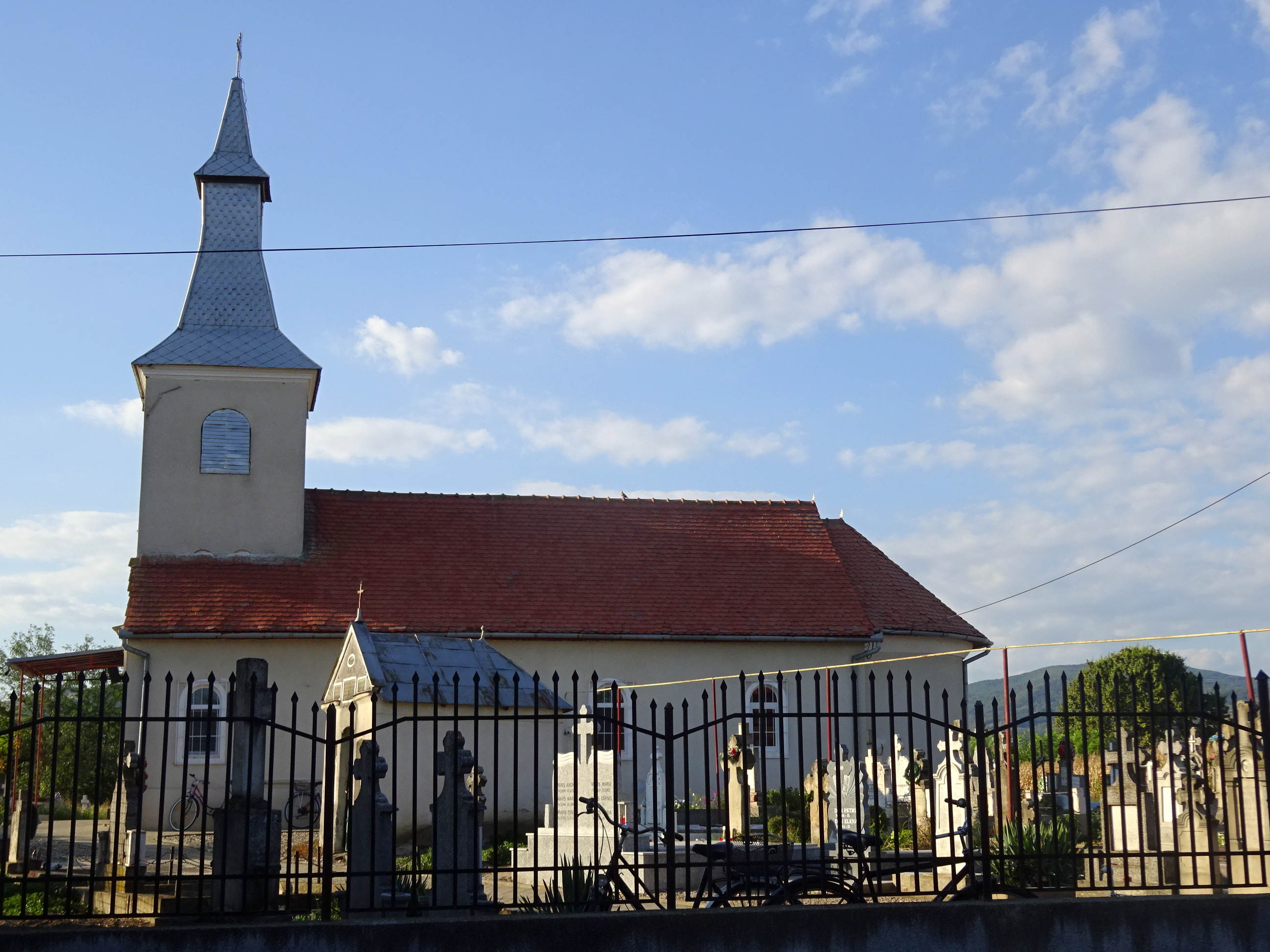
Biserica Sfinții Arhangheli din Aurel Vlaicu (1892)
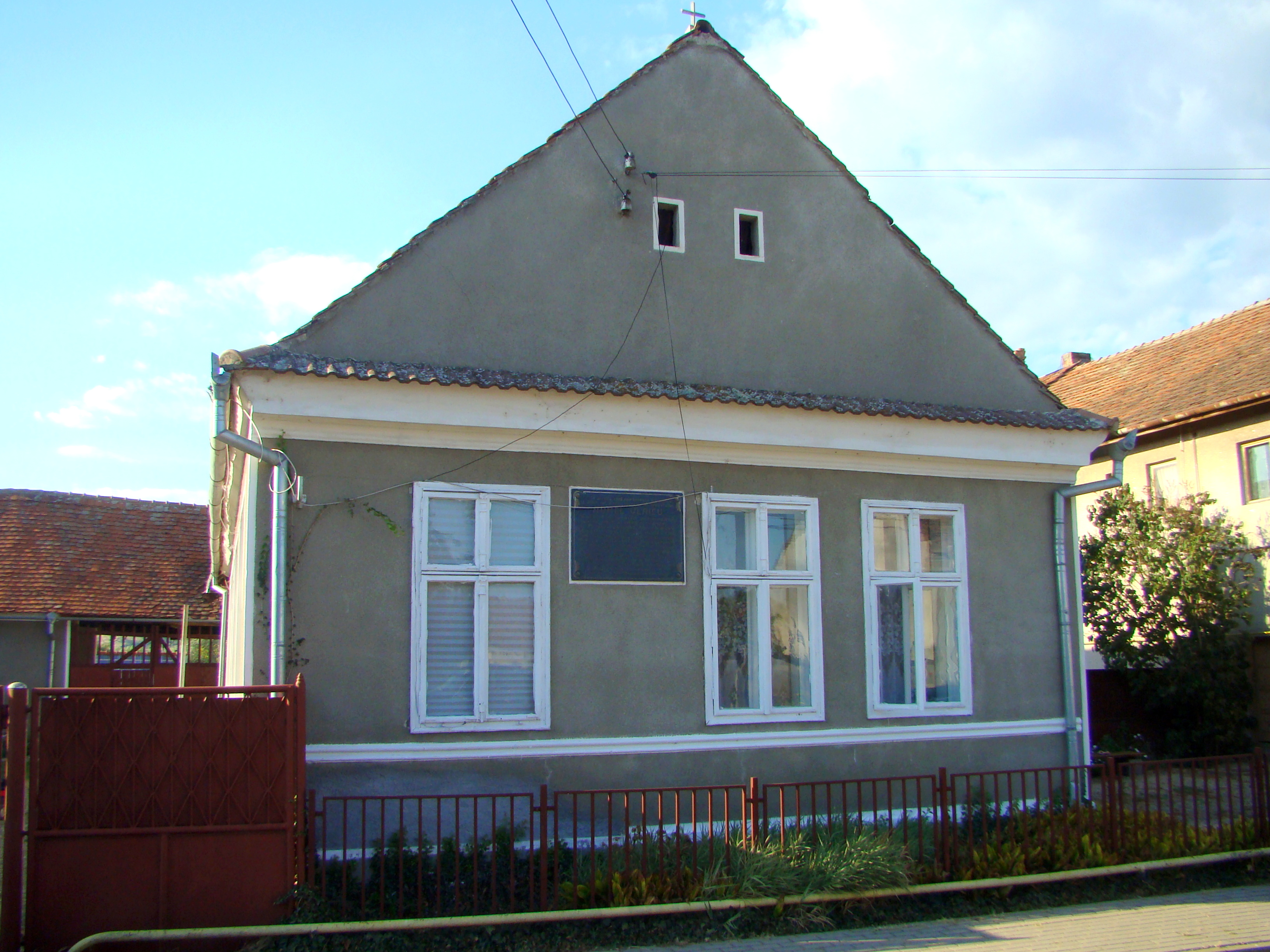
Casa natală Aurel Vlaicu (monument istoric)
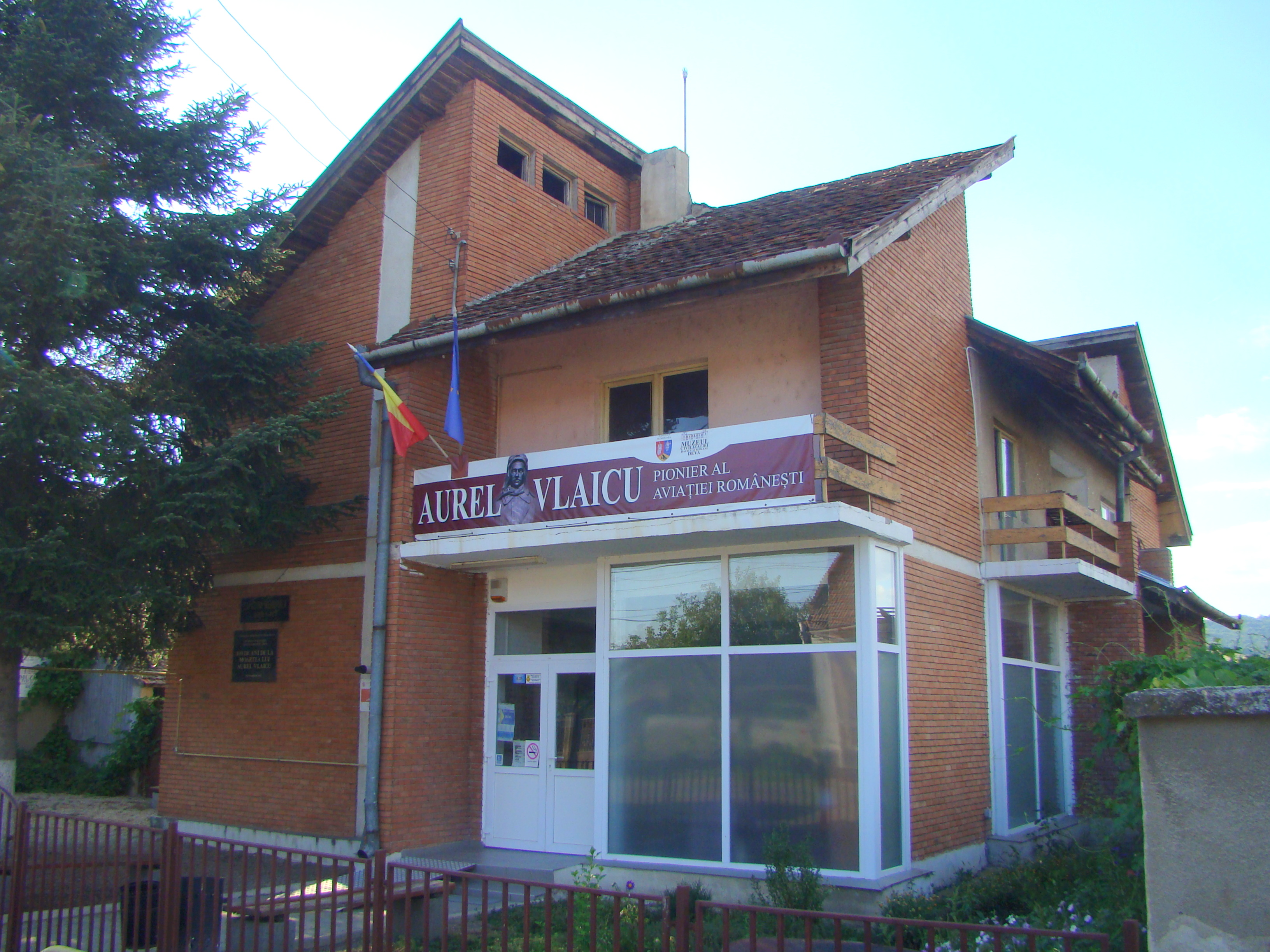
Muzeul Memorial „Aurel Vlaicu”
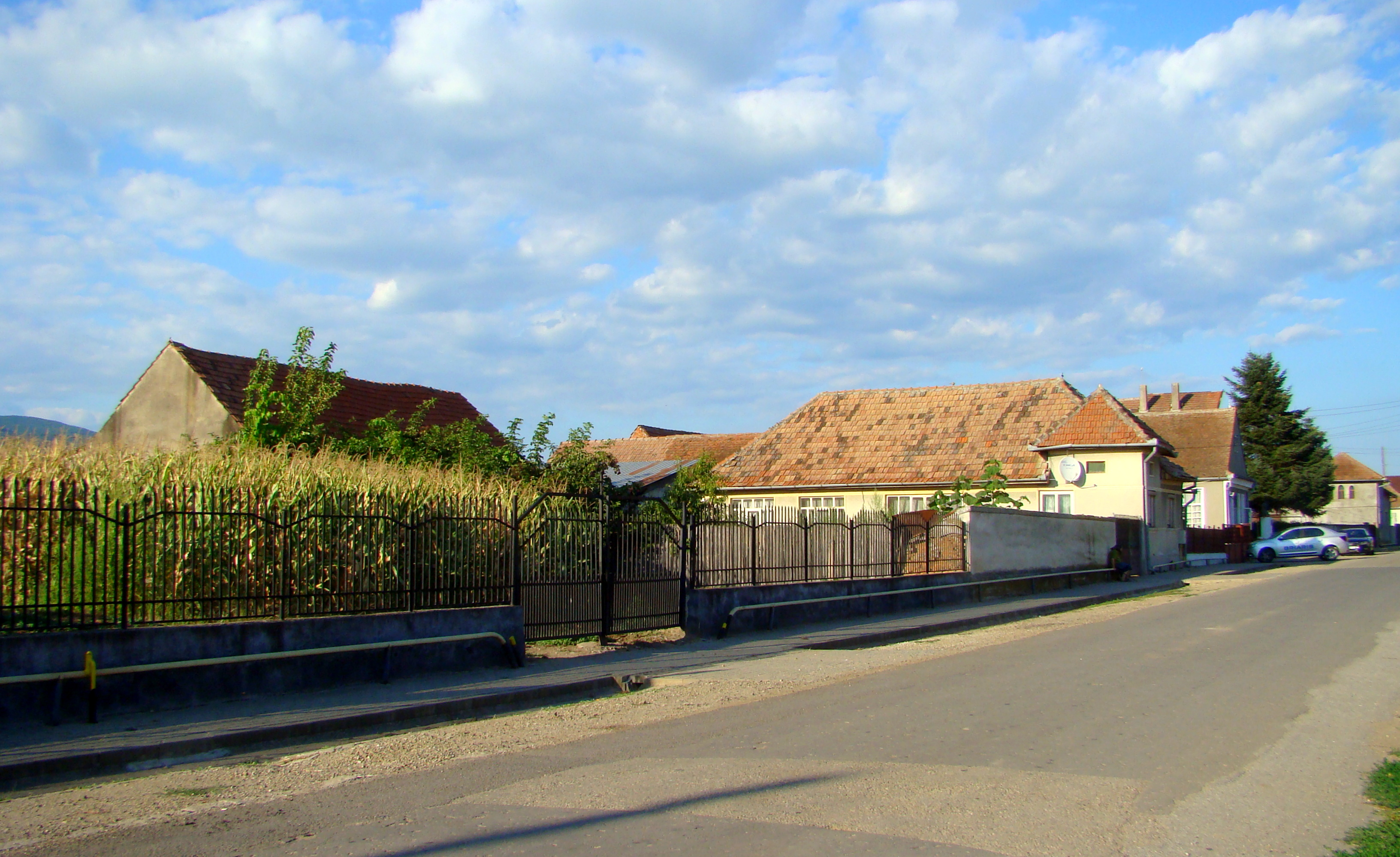
Aurel Vlaicu